# Rhinella diptycha
Rhinella diptycha es un anfibio de la familia Bufonidae.Un sapo de gran tamaño, de color predominantemente amarillo. Se lo conoce nombres comunes suelen ser cururú o rococo.
Se lo encuentra desde el nordeste de Brasil, en Marañón, en Bolivia, Paraguay, el norte de Uruguay y el norte y el litoral de Argentina. Su hábitat natural incluye sabanas secas, marismas de agua dulce.

### Relación con la cultura
El Cuchi Leguizamón refiere que el canto del "rococo", como se lo conoce en el norte de Argentina, es el ritmo de donde se origina la chacarera.